# Бортниково (Ступинский район)
Бортниково — село в Ступинском районе Московской области в составе городского поселения Малино (до 2006 года — входило в Дубневский сельский округ). На 2016 год в Бортниково 3 улицы и 1 садоводческое товарищество. Село связано автобусным сообщением с городами Малино, Михнево и соседними населёнными пунктами.

## Население
| 2002 | 2006 | 2010 |
| ---- | ---- | ---- |
| 65   | ↘41  | ↘34  |

Бортниково расположено в центральной части района, по правому берегу реки Матюковки (левый приток реки Каширки, высота центра села над уровнем моря — 174 м, ближайшие населённые пункты примерно в 1,5 км: Матюково на запад, Кочкорево на север и Горностаево на восток.

## История
Впервые в исторических документах упоминается в 1577 году как сельцо Бортниково. Есть данные, что в XVII веке село принадлежало боярину Шеину, построившему в 1620 году деревянную Преображенская церковь. В XVIII веке Бортниково перешло к Скавронским, в 1735 году вновь отстроившим храм, позже перестроенный в стиле классицизма и сломанный в середине XX века. В 1881—1895 годах архитектором Грудзиным была построена каменная Преображенская церковь в русском стиле, закрытая в 1930-х годах, возвращённая верующим в 1992 году, ныне действующая.